# Mahmoud Dowlatabadi
 (août 2008).
Si vous disposez d'ouvrages ou d'articles de référence ou si vous connaissez des sites web de qualité traitant du thème abordé ici, merci de compléter l'article en donnant les références utiles à sa vérifiabilité et en les liant à la section « Notes et références ».
Mahmoud Dowlatabadi (en persan : محمود دولت‌آبادی) né en 1940 est un romancier et acteur iranien. C'est un auteur réaliste de récits à propos de l'immigration et de la vie rurale, dont une grande partie est basée sur ses expériences personnelles.
Il est né à Dowlatabad, village kurde du nord-ouest de la province de Khorasan-e-razavi en Iran, près de Sabzevar et durant toute sa jeunesse, il a aidé son père à travailler dans une ferme et à s'occuper de l'élevage de troupeaux, tandis qu'il lisait les contes du folklore persan. Il entreprend de faire ses études au lycée de Téhéran, mais il échoue à obtenir son diplôme. Il rejoint plus tard l'atelier du drame d'Anahita. En 1975, il est arrêté et conduit en prison pour cinq ans.
Dowlatabadi commence à écrire en 1960 et il publie quelques romans, nouvelles et récits. Il joue dans des pièces de théâtre. Sa première nouvelle, Au bout de la nuit, est publiée en 1962 dans le magazine littéraire Anahita. Ses deux autres ouvrages importants sont Les contes de Baba Sobhan, sujet d'un film de Massoud Kimiaei, et son roman fleuve Kelidar, rédigé entre 1977 et 1984.

## Œuvres
- Cinq histoires cruelles. Traduit du persan par Michèle Brognetti, préface de Hossein Esmaili, Gallimard, 2002[1].
- Le Colonel. Traduit du persan par Christophe Balaÿ. Buchet-Chastel, 2012[2]. Lauréat du Prix Jan Michalski 2013
- Au bout de la nuit (ته شب)
- Les contes de Baba Sobhan (آوسنه بابا سبحان)
- Kelidar (کلیدر)
- L’Absence de Soloutch (Ja-ye Khali-ye Soluch : جای خالی سلوچ)